# Афанасьево (Липецкая область)
Афана́сьево — село Измалковского района Липецкой области России. Центр Афанасьевского сельского поселения.

## География
Расположено на шоссе Р-119; здесь от неё отходит дорога на Измалково.

## История
В документах впервые упоминается в 1620 году: «село Афанасовское, что была деревня Короткая Большая». В документах 1676 года — село Коро́ткое с церковью Афанасия Александрийского, по которой и получило нынешнее название.
В начале 1980-х годов к Афанасьеву присоединили две соседние деревни — Шатово (на юго-западе) и Талыково (на северо-востоке).

## Население
| 2010 |
| ---- |
| 1872 |